# Liesbet Dhaene
Liesbet Dhaene (Kinshasa, 23 oktober 1976) is een juriste en een Vlaams-nationalistisch Belgisch politicus uit het Brussels Hoofdstedelijk Gewest. 

## Levensloop
Dhaene studeerde in 2000 af als licentiate rechten aan de KU Leuven en specialiseerde zich in 2001 in vennootschapsrecht aan de K.U.Brussel, in 2001 in economisch recht aan de Université libre de Bruxelles en in 2004 in accounting aan haar eigen alma mater. Ze was als advocate verbonden aan de balie van Brussel. Vervolgens werd ze hoofd van het juridisch departement van het Instituut van de Accountants en de Belastingconsulenten (IEC-IAB). 
In mei 2014 was ze tweede op de N-VA-lijst voor het Brussels Hoofdstedelijk Gewest. De N-VA behaalde 17% in de Nederlandse taalgroep en Dhaene werd met 822 voorkeurstemmen verkozen. Ze werd zo lid van de driekoppige N-VA-fractie in het Brussels Hoofdstedelijk Parlement. Bij de lokale verkiezingen in oktober 2018 was ze voor haar partij lijsttrekker in Oudergem, maar raakte niet verkozen. Ze besloot niet meer op te komen bij de gewestverkiezingen in mei 2019 en haar actieve loopbaan in de politiek te stoppen.
Na haar politieke loopbaan ging Dhaene in 2019 terug aan de slag bij het IEC-IAB, dat in datzelfde jaar na een fusie met het Beroepsinstituut van erkende Boekhouders-Fiscalisten (BIBF) werd omgedoopt tot ITAA, het Instituut van de Accountants en Belastingadviseurs. Van 2019 tot 2022 werkte ze er als adviseur van voorzitter Bart Van Coile en sinds 2022 is Dhaene directeur-generaal van het ITAA.
Ze woont in Oudergem en is moeder van twee kinderen.